# Красівський Орест Якубович
Красівський Орест Якубович — доктор історичних наук, професор.

## Біографічні відомості
Освіта: Історичний факультет Івано-Франківського педінституту; 1972—1977 рр. Аспірантура Львівського університету; 1981—1985 рр. Асистент, доцент, завідувач кафедри історії Українського поліграфічного інституту. Захист кандидатської дисертації з проблем міжнаціональних відносин у Західній Україні; 1990 р. Докторантура Інституту політичних і етнонаціональних досліджень НАН України. Захист докторської дисертації на тему польсько-українських стосунків, науковий ступінь доктора історичних наук; 1999 р. Захист докторської дисертації в Українському Вільному Університеті (Мюнхен), науковий ступінь доктора філософії. Вчене звання професора; Завідувач кафедри європейської інтеграції та права ЛРІДУ НАДУ при Президентові України, з 2010 р. Завідувач кафедри управління проектами ЛРІДУ НАДУ при Президентові України, 2009—2010 рр. Науковий співробітник Інституту політичних і етнонаціональних досліджень НАН України, м. Київ; 2005—2009 рр. Завідувач кафедри політичних наук і філософії Львівського регіонального інституту державного управління Національної академії державного управління при Президентові України; 1997—2005 рр. Член Експертної ради, Вченої ради ЛРІДУ НАДУ при Президентові України, член двох Спеціалізованих Вчених рад (Д. 26.181.01) Інституту політичних і етнонаціональних досліджень ім. І. Ф. Кураса НАН України (К.35.860.01), член Вченої ради Інституту Європейської культури Познанського університету ім. А.Міцкевича (РП), член редакційної колегії фахового видання з державного управління ЛРІДУ НАДУ при Президентові України . Академік Української академії політичних наук. Нагороджений почесним званням «Заслужений діяч науки і техніки України» (2008).

## Наукова діяльність
- Красівський О. (у співавторстві). Політологія. Історія і теорія політичної науки. Курс лекцій. — Львів: Кальварія. 2004. — 272 с.
- Красівський О. (у співавторстві). Політична наука. Словник: Категорії поняття і терміни. — Львів: Кальварія, 2003. — 500 с.
- Красівський О. Я. (у співавторстві). Основи політичної науки. Курс лекцій за ред. Б. Кухти. 4.4. Міжнародна політика / Б. Кухта та ін. — Львів: Кальварія. — 1999. — 436 с.
- Красівський О. Теорія влади і владні відносини. Навч.-методич. Посібник. -Львів, 2003. — 25 с.
- Красівський О. Групи інтересів. Навч.-методич. посібник. — Львів, 2003. — 23 с.
- Красівський О. Народи, держави і уряди. Навч. посібник. — Львів, 2003. — 24с.
- Красівський О. Політичні ідеології. Навч. посібник. — Львів, 2003. — 40 с.
- Красівський О. Політико-правова думка Античності та Середньовіччя. — Навч.посібник. — Львів, 2004. — 26 с.
- Красівський О. Політичні доктрини лібералізму. Навч. посібник. — Львів, 2004. — 20 с.
- Красівський О. Плюралізм політичних концепцій. Навч. посібник. — Львів, 2004. — 25 с.
- Красівський О. Я. Політичні процеси і системи. Навч. посібник. — Львів, 2005.
- Красівський О. Я. Держава та її інститути. Навч. посібник. — Львів, 2005. — 26 с.
- Красівський О. Громадянське суспільство. Навч. посібник. — Львів, 2006. — 32 с.
- Красівський О. Політичні партії, суспільно-політичні об'єднання. — Львів, 2006. — 28 с.
- Красівський О. (у співавторстві). Політичні еліти і лідери. — Львів, 2007. — 30 с.
- Красівський О. Національні відносини. — Львів, 2007. — 24 с.
- Красівський О. Політична культура та комунікації. — Львів, 2007. — 32 с.
- Красівський О. (у співавторстві). Українське Національне відродження (кінець XVIII ст.-1917 р. Текст лекцій з історії України. — Львів: Видавничий центр ЛНУ ім. Івана Франка, 2000. — 328 с.
- Красівський О. Я. (у співавторстві). Історія України. Навч. посіб. рекомендований Мін. освіти України для студентів вищих навч. закладів. — Львів: Коопосвіта, 2000. — 214 с.
- Красівський О. Я. (у співавторстві). Світова та європейська інтеграція: Організаційні засади. Навч. посібник / За ред. проф. істор. наук Я. Малика. — Львів: Видавничий центр ЛНУ ім. Івана Франка, 2000. — 402 с. / Розділ: Організація безпеки та співробітництво в Європі. — С. 105—115.
- Красівський О. Я. Українсько-польські взаємини в 1917—1923 рр. — К. : ІПіЕНД, 2008. — 544с.
- Красівський О. Я. Галичина в першій чверті XX ст.: Проблеми польсько-українських відносин. — Львів: Вид-во ЛФУАДУ, 2000. — 416 с.
- Красівський О. Я. Східна Галичина і Польща в 1918—1923 рр. Проблеми взаємовідносин. — К. :УАДУ, 1998. — 302 с.
- Красівський О. Я. Українсько-польські відносини в Східній Галичині в контексті національної політики Другої Речі посполитої (1918—1923 рр.). Автореф. дис. на здобуття наук, ступеня докт. істор. наук. — К., 1999. — 35 с.
- Красівський О. За Українську державу і церкву. Громадська та суспільно-політична діяльність Митрополита Андрея Шептицького в 1918—1923 рр. — Львів: Інститут українознавства ім. І. Крип'якевича, 1996. — 84 с.
- Красівський О. Українсько-польські відносини в Галичині (друга половина XIX — початок XX ст.). — К.: УАДУ, 1998. — 67 с.
- Красівський О. ЗУНР і Польща: політичне та воєнне протиборство (листопад 1918 — липень 1919). — Львів: Інститут українознавства ім. І.Крип'якевича, 1999. — 53 с.
- Красівський О. Я. (у співавторстві). Історія суспільних рухів і політичних партій України (XIX-ХХ ст.). — Львів: Вид. центр Львів, ун-ту, 1998. — 328 с.
- Красівський О. Я. Євген Петрушевич та його доба. — Львів, 1994. — 20с.
- Красівський О. Я. (у співавторстві). Президент Західноукраїнської Народної Республіки Євген Петрушевич // Українська ідея. Постаті на тлі революції. Кол. авт. — К.: Т-во «Знання України», 1994. — С. 156—173.
- Красівський О. (у співавторстві). Етнонаціональний розвиток України. Терміни, визначення, персоналії / Відп. ред. Ю. І. Римаренко, І. Ф. Курас — К.,1993. — 627с.
- Красівський О. (у співавторстві). Політичні партії Західної України. — Львів, 1991. — 78 с.
- Красівський О. (у співавторстві). Екологізація гуманітарної освіти. Збірник наукових статей та матеріалів документів. — Львів: Апріорі, 2004. — 296 с.

- Красівський О. Я. (у співавторстві). Західноукраїнська Народна республіка. 1918—1923. Ілюстрована історія. — Львів — Івано-Франківськ, 2008. — 524 с. Р.V.2. Політика Польщі в Галичині. -С.360-374.
- Красівський О. Я. Закарпаття в етнополітичному вимірі. — К., ІПіЕНД імені І. Ф. Кураса, 2008. — 682 с. Розділ 5. Закарпаття в складі Чехословаччини: процес етнічної та регіональної ідентифікації. 1919—1939 рр.

## Журнальні публікації
- Красівський О. Я. (у співавторстві). Діяльність видавництва Комуністичної партії Західної України «Книжка» у Львові // Поліграфія і видавнича справа. Респ. міжвід. наук. зб. — Львів: Світ, 1990, вип.20. — С. 150 −155.
- Красівський О. Польсько-українські конфлікти і компроміси літа 1930-початку 1931 рр. // Науковий збірник Українського Вільного Університету. — Мюнхен-Львів, 1995. — Т.17. — С.50-56.
- Красівський О. Мілена Рудницька в суспільно-політичному русі Західної України в 20-30-х роках // Генеза, 1995. № 1. — С.68-72.
- Красівський О. Громадська та суспільно-політична діяльність митрополита Андрея Шептицького в 1918—1923 рр. // Генеза, 1996. № 1. -С.68-79.
- Красівський О. Польсько-українські стосунки в умовах зародження і розвитку партійно-політичної системи та зміцнення українського національно-політичного руху // Генеза, 1997. № 1. — С.66-75.
- Красівський О. До питання про польсько-українські переговори та компроміси під час війни 1918—1919 рр. // Українсько-польські * відносини в Галичині у XX ст. — Ів.-Франківськ: Плай, 1997. — С.95-98.
- Красівський О. Проблема Східної Галичини на Паризькій мирній конференції 1919—1920 рр. в контексті польської зовнішньої політики // Наукові записки. Збірник. — К.: ІНВіП, 1997. Сер. Політологія і етнологія. Вип.2. — С.50-56.
- Красівський О. Український національно-демократичний табір Східної Галичини центристського напрямку (1918—1925 рр.) // Історія України, березень 1998.
- Красівський О. Я. Становлення Української військової організації та її боротьба за державність після поразки національно-демократичної революції (1920—1923 рр.) // Актуальні проблеми державного управління. 3б. наук. статей. Вип.2. — Львів, 1999. — С.214-227.
- Красівський О. Я. Етнополітика Другої Речіпосполитої у Східній Галичині в 1918—1923 рр. Наук. зап. Інституту політичних етнонаціональних досліджень НАН України. Вип. 8. — К., 1999. — С.165-175.
- Красівський Орест. Мужній патріот і талановитий митець // Д. Юсип. Зиновій Красівський. Івано-Франківськ: Нова Зоря, 1999. — С.66-68.
- Красівський О. Я. Проблеми державної самостійності в діяльності Української народно-трудової партії (1918—1925) // Вісник Львівської комерційної академії. Серія гуманітарних наук. Вип. З. Львів, 2000. — С.25-30.
- Красівський О. Я. (у співавторстві) Українські кооператори. (Історичні нариси). За ред. С. Гелея //Вісник Львів. Комерц. Академії. Вип. З. Львів, 2000. — С. 243—246.
- Красівський Орест. Концепції польського політикуму щодо українського питання (початок 20-х рр. XX ст.) // Галицький історик. — Івано-Франківськ, 2001.-№ 1.- С.87-94.
- Красівський О. (у співавторстві). Польська історіографія 90-х рр. про українсько-польські відносини у період Другої Речі Посполитої (1918—1939 рр.) / Ефективність державного управління: Зб. наук. праць Львівського регіон. Ін-ту держ. упр. НАДУ при Президентові України / Вип. № 4. — Львів,2004. — С. 141—145.
- Красівський О. (у співавторстві). Українці в національній політиці Польщі в 20-30-х роках XX століття.// Наукові записки / Збірник. К.: Інститут політичних і етнонаціональних досліджень ім. І. Ф. Кураса НАН України, 2006. / Серія «Політологія і етнологія». Вип.29. — С.136-148.
- Красівський О. Я. (в співавторстві). Життя в ім'я науки. Пам'яті І.Кураса. // Галичина. — 2005.- № 11. — С.329-332.
- Красівський Орест. Українські політичні партії Західної України в період становлення Польської Держави (1918—1923) // Наукові записки / Курасівські читання — 2006. — К.: ІПіЕНД, 2006 / Сер. «Політологія і етнологія»; Вип.30,кн.2. — С.410-420.
- Красівський Орест. Андрей Шептицький у боротьбі за українську державність на початку XX століття // Мета (Львів). — 2007. — № 1/30. — С.11; № 3/32. — С.11; № 4/33. — С. 11; № 5/34. — С.7; ; № 5/34. — С.7; № 9/38. — С.11; № 10/39.-С.11; 2008.-№ 1/40. — С.11.
- Красівський Орест. Західні українці в польській етнонаціональній політиці 20-х років XX ст.// Наукові записки Інституту політичних і етнонаціональних досліджень НАН України ім. І. Ф. Кураса. 36. наук, праць. — К., 2007. — Вип. 34. -С.368-380.
- Красівський Орест (у співавторстві). Національні меншини в Україні: основні тенденції та політичний вимір // Вісник Прикарпатського ун-ту. Політологія. Вип. II—III. — Івано-Франківськ, 2007. — С.173-177.
- Красівський О. Я. Дипломатична діяльність М. Тишкевича в період відродження Української держави (1919—1920) // Наукові записки Інституту політичних і етнонаціональних досліджень ім. І. Ф. Кураса. — Вип.36. Курасівські читання 2007: Влада і суспільство в сучасній Україні: механізми і взаємодії. — К.: Знання України, 2007.
- Красівський Орест. Польська родина в Галичині. Шептицькі // Polska rodzina па Wshodzie. .Pamikntiki Kijowski. Polska rodzina na Wshodzie / Tarnopol, 2008. — Т.9. — С.259-268.
- Красівський О. Я. Проблеми польсько-українських відносини у 1917—1920 роках // Україна: культурна спадщина, національна свідомість, державність. Зб. наук, праць. Вип. 16. — Львів: Інститут українознавства ім. І.Крип'якевича, 2008. — С. 364—369.
- Красівський О. (в співавторстві). Родина Шептицьких / Поліграфія і видавнича справа, 2008.-№ 1(47). — С.129-137.
- Красівський О. Я. Еволюція українсько-польських відносин в період революції // Гілея. Наук, вісник. 36. Наук, праць. Вип. 11. — К.2008. — С.174-183.
- Красівський О. (в співавторстві) Західна Україна в національній політиці Ю.Пілсудського // Наукові записки Інституту політичних і ентнонаціональних досліджень ім. І. Ф. Кураса НАН України. — К., 2008. Вип. 37. — С.166-175.
- Красівський О., Гузинець. Ю. Угорсько-українське транскордонне співробітництво у рамках Карпатського Єврорегіону // Вісник Львів, ун-ту. Серія міжнародних відносин, 2008. Вип.25. — С.33-40.
- Красівський Орест. Україна і Польща в період відновлення державності: від протистояння до співпраці // Українсько-польський науковий діалог в Умані: зб. наук, праць за ред. І. І. Кривошеї. — Умань-Гнєзно-Ланьцут-Ченстохова, 2009. — С.117-128.
- Красівський О. (у співавторстві). УВО-ОУН та події в Західній Україні в 1930 році // Матеріали наук. конф. Всеукраїнського братства вояків УПА / Організація Українських Націоналістів і Українська Повстанська Армія. Історія, уроки, сучасність. 16-17 січня 1993 р., — Івано-Франківськ, 1993.
- Красівський Орест. Пасічник М. Варшава, Москва, Стамбул у боротьбі за Україну. Рецензія // Вісник Львівського Інституту внутрішніх справ. — Львів, 1999. № 1(8). — С. 176—177.
- Красівський Орест. (У співавторстві). Національна еліта: проблеми становлення і розвитку. Рец. на кн. Кривошея В. В. Національна еліта Гетьманщини // Українські варіанти, 1999. № 3-4. — С. 145—147.
- Krasiwskij Orest. Ukrainskie partie polityczne wobec panstwa Polskiego w latach 1918—1923// Polityka obcych panstw i rzadow wobec Polakow mieszkajacych na Wschodzie (XIX-ХХ ш.). — Olsztyn, 2005. — S.179-184.
- Krasiwskij Orest. Polska presa Ukrainy Zachodniej w latach 20-30-ch XX \wobec Polakow mieszkajacych na Ukrainie Radzieckiej. — Polacy na Ukrainie w XIX-ХХ wieku.- Chmielnick, 2006. — S. 201—206.
- Красівський Орест. (У співавторстві). Воскресла церква — воскресне Україна. Рец. на кн.. В.Войналович. Партійно-державна політика щодо релігії та релігійних інституцій в Україні 1940-1960-х рр. Політологічний дискурс. — К., 2006. // Крок, 2006, № 26. — С.10.
- Красівський Орест. Польська національна політика й українці у 20-30-х роках XX ст.III Міжнародний конгрес українських істориків «Українська історична наука на шляху творчого поступу». — Луцьк, 17-19 травня 2006 р.: Доп. та повід.: в 3-х т./ Укр. іст. т-во, Волинський нац. ун-т ім. Лесі Українки.- Луцьк, 2007. — Т.2. — С.260-265.
- Orest Krasivski. The restoration of state organization in Poland and in Ukraine in the years 1917—1920: from confrontation to understanding //. Warsawa East European Conference 2008. — Warsawa, 2008. — Р. 31.